# Paddock Bulevard
Paddock Bulevard es un complejo de oficinas en Sabadell, España, que además integra un centro comercial y unos juzgados. Fue completado en 1998, consta de 6 edificios entre los que destaca una torre de 20 pisos y 82 metros de altura. Se encuentra cerca de otros dos edificios de altura; la Torre Millenium y Les Orenetes de l'Eix.
Su espacio comercial tiene 40 establecimientos, una superficie de 11.000 metros cuadrados y un aparcamiento para 800 vehículos.